# Courlevon

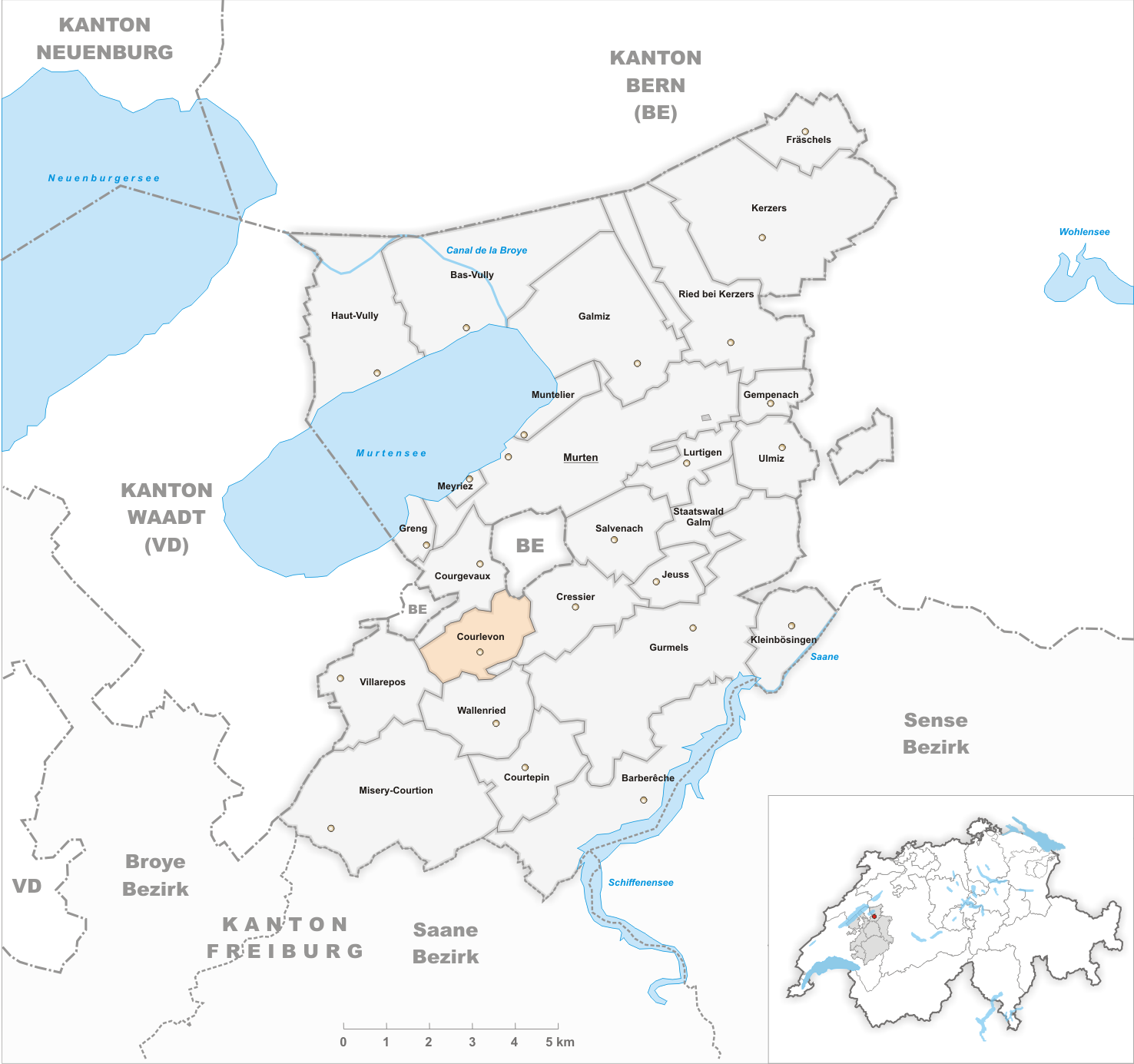
Gemeindestand vor der Fusion am 1. Januar 2016

Courlevon war bis am 31. Dezember 2015 eine politische Gemeinde im Seebezirk (französisch: District du Lac) des Kantons Freiburg in der Schweiz. Trotz der Lage an der Sprachgrenze und der heute mehrheitlich deutschsprachigen Bevölkerung besitzt die Gemeinde im offiziellen Sprachgebrauch keinen deutschen Namen. Am 1. Januar 2016 fusionierte Courlevon zusammen mit Jeuss, Lurtigen und Salvenach mit der Gemeinde Murten.

## Geographie
Courlevon liegt auf 556 m ü. M., vier Kilometer südlich des Bezirkshauptortes Murten (Luftlinie). Das Bauerndorf erstreckt sich auf einem Hochplateau südlich des Murtensees, westlich der Waldhöhe Oberholz, im nördlichen Freiburger Mittelland.
Die Fläche des 3,3 km² grossen ehemaligen Gemeindegebiets umfasst einen Abschnitt der vom eiszeitlichen Rhonegletscher überformten Molassehöhen zwischen dem Murtensee und dem Saanetal. Der westliche Gemeindeteil wird vom Plateau von Courlevon eingenommen, das vom Dorfbach von Courgevaux nach Norden entwässert wird. Im Westen reicht die Gemeindefläche in die Wälder Ausserholz und Coillonet und bis in das Einzugsgebiet des Chandon. Östlich des Dorfes erstreckt sich der Gemeindeboden über das Oberholz (629 m ü. M.) und den Sattel von Coussiberlé bis auf die Höhe von Boulary, wo auf dem Signal mit 630 m ü. M. der höchste Punkt von Courlevon erreicht wird. Von der Gemeindefläche entfielen 1997 3 % auf Siedlungen, 37 % auf Wald und Gehölze und 60 % auf Landwirtschaft.
Zu Courlevon gehören der Weiler Coussiberlé, der bis 1974 eine selbständige Gemeinde bildete, sowie einige Einzelhöfe. Nachbargemeinden von Courlevon waren Cressier, Wallenried, Villarepos und Courgevaux im Kanton Freiburg sowie Münchenwiler im Kanton Bern.

## Bevölkerung
Mit 293 Einwohnern (Stand 31. Dezember 2015) gehörte Courlevon zu den kleinen Gemeinden des Kantons Freiburg. Die Bevölkerungszahl von Courlevon belief sich 1850 auf 210 Einwohner, 1900 auf 270 Einwohner. Im Verlauf des 20. Jahrhunderts nahm die Bevölkerung bis 1980 um rund 25 % auf 207 Personen ab. Seither wurde wieder ein leichtes Bevölkerungswachstum verzeichnet.
Einwohnerzahlen: Volkszählungsdaten

### Sprachen
Von den Bewohnern sind 92,7 % deutschsprachig, 4,6 % französischsprachig, und 1,2 % sprechen Portugiesisch (Stand 2000). Damit ist Courlevon heute fast ausschliesslich deutschsprachig. In der ursprünglich französischsprachigen Gemeinde hat sich das Mehrheitsverhältnis zwischen Französisch und Deutsch im Lauf des 19. Jahrhunderts gewendet.

## Wirtschaft
Courlevon war bis in die zweite Hälfte des 20. Jahrhunderts ein vorwiegend durch die Landwirtschaft geprägtes Dorf. Ackerbau, Obstbau und Viehzucht hatten einen wichtigen Stellenwert in der Erwerbsstruktur der Bevölkerung. Bis 2005 hatte das Dorf eine eigene Dorfkäserei. Arbeitsplätze sind heute noch im lokalen Kleingewerbe und im Dienstleistungssektor vorhanden, unter anderem in Betrieben wie Plattenleger, Kundengärtner und einer Fensterschreinerei. In den letzten Jahrzehnten hat sich das Dorf auch zu einer Wohngemeinde entwickelt. Viele Erwerbstätige sind deshalb Wegpendler, die hauptsächlich in den Regionen Murten und Freiburg arbeiten.

## Verkehr
Courlevon liegt an der Hauptstrasse von Freiburg nach Murten und ist von Montag bis Freitag mit der TPF-Linie 546 Murten - Courtepin an das Netz des öffentlichen Verkehrs angeschlossen. Seit Herbst 2016 gibt es in Courlevon, das nie an ein Bahnnetz angeschlossen war, das Eisenbahn- und Sammler-Museum Courlevon (ESMC).

## Geschichte
Die erste urkundliche Erwähnung des Ortes erfolgte 1214 unter dem Namen Curlivin; von 1428 ist die Bezeichnung Curlevon überliefert. Der Ortsname setzt sich aus dem lateinischen Wort cortis (Hof) und dem Personennamen Livinus zusammen.
Seit dem Mittelalter gehörte Courlevon zur Herrschaft Murten. Im Krieg der Freiburger gegen die Savoyer wurde das Dorf 1448 schwer in Mitleidenschaft gezogen. 1475 gelangte Courlevon als Teil der Landvogtei Murten unter die gemeinsame Verwaltung der Stände Bern und Freiburg. Bei einer Feuersbrunst wurden 1790 zahlreiche Häuser zerstört. Nach dem Zusammenbruch des Ancien Régime (1798) kam das Dorf an den Kanton Freiburg. Während der Helvetik und der darauf folgenden Zeit gehörte es zum Distrikt Murten, bevor es 1848 mit der neuen Kantonsverfassung in den Seebezirk eingegliedert wurde.
Ab Mitte des 18. Jahrhunderts sprach die Bevölkerung in Courlevon zunehmend Deutsch und wollte daher ihre Kinder nicht mehr nach Courgevaux zur französischen Schule schicken. Da die Schulen aber den Pfarreien zugeteilt waren, bedeutete dies auch einen Wechsel des Pfarreibezirkes von Gurwolf (Courgevaux) nach Merlach (Meyriez).
So unterstützte der deutschsprachige Berner Pfarrer Sigmund Bitzius (der Vater von Albert Bitzius, alias Jeremias Gotthelf) von der Pfarrei Murten den Wechsel. Schliesslich gab Bern 1797, über den Statthalter Joh. Vissaula, im Schloss Murten die Bewilligung für den Bau einer Schule und damit für den Wechsel des Pfarrei- und Schulkreises. Trotz fehlendem Schulgebäude wurde mit dem deutschsprachigen Schulbetrieb sofort begonnen. Der Lehrermeister Jakob Kräuchi unterrichtete ab 1797 für ein Jahr in einem gemieteten Lokal bei Daniel Poncet in Coussiberlé, und anschliessend unterrichtete der Aargauer Schulmeister Häfeli bis 1801 in einem Lokal in Courlevon bei Hans Helfer.
Am 5. Oktober 1797 kauften die Gemeinden Courlevont (Courlevon) und Coursiberlez (Coussiberlé) ein Grundstück zur Errichtung eines eigenen Schulgebäudes von Besitzer Abraham Tronçon zum Preis von 200 Freiburger Kronen. Als Zeugen waren u. a. anwesend der Pfarrer Sigmund Bitzius und der neue Schulmeister Jacob Kräuchi. Am 21. September 1799 arrondierte die Gemeinde das Grundstück mit einem weiteren Zukauf von 1 Mass von Johannes Leib.
Aufgrund der Revolutionswirren mit der neuen Zuständigkeit unter der Helvetik konnte das Schulhaus erst von 1800 bis 1801 erstellt werden. Die Gemeinde bezahlte für den Bau mit Garten 359 Kronen. Sie sah für die Entlöhnung des Lehrers aufgrund der Wirren der Zeit keinen fixen Betrag vor, versprach aber am Schulexamen ein Zeichen ihrer Zufriedenheit zu leisten. Der Schulmeister hatte sich, vertraglich festgelegt, neben dem Unterricht auch um Obstbäume und Felder zu kümmern. Bei Amtsübergabe wurde ein halbes Jucharte angesätes Wintergetreide, Heu und Emd erwartet. Abraham Lehmann nahm als Schulmeister 1806 die Geschenke der wohledelgeborenen Frau Landvögtin von Graffenried, Oberherrin zu Münchenweiler (Münchenwiler) für die neue Schule entgegen: 1 dreibändige Bibel, 6 Testamente mit grobem Druck und 4 Testamente mit feinem Druck, 4 Gellertsche Liederbücher.
Allerdings war die Gemeinde offenbar mit dem Schulmeister nicht zufrieden und wurde dafür beim Kirchenrat zu Murten vorstellig, «...bey diesen betrübten Umständen ... Euch hochgeehrteste Herren zu erflehen ... diese Gemeinde mit einem anderwärtigen Schullehrer bestellen wolle».
In der dokumentierten Zeit von 1830 bis 1840 gingen bei einem angestellten Lehrer zwischen 35 und 61 Kinder pro Jahr zur Schule. Es wurde denn auch zunehmend beklagt, dass die Schulstube schon zu eng geworden war. Der Bau einer grösseren, neuen Schule weiter südwärts der Dorfstrasse wurde beschlossen und realisiert. 
In Courlevon wollte sich Mitte des 19. Jahrhunderts eine Gesellschaft für die Käseproduktion formieren und suchte ein geeignetes Gebäude (siehe dazu auch den Roman Die Käserei in der Vehfreude aus dem Jahre 1850 von Jeremias Gotthelf). Die Gemeinde stellte daher das alte Schulgebäude ab dem 15. Mai 1854 gegen 60 eidgenössische Franken pro Jahr zur Verfügung. Verschiedene Verbesserungen rechtfertigten eine Erhöhung des Mietzinses bis 75 Franken pro Jahr. So wurden im Keller auf dem Erdboden Platten verlegt. Mäuse und Ratten bedienten sich offenbar gerne und oft am Käse, und durch das Ausbessern der Kellermauern hoffte man den Schaden zumindest einzudämmen.
Am 9. Februar 1875 beschloss die Gemeindeversammlung das alte Schulhaus für 4000 Franken der Käsereigesellschaft zu verkaufen. Im Preis inbegriffen waren Baumaterial für verschiedene Reparaturarbeiten und für den neu zu erstellenden Keller. Die Feuerkommission kontrollierte den Plan für den Teilabbruch und Neuaufbau auf Übereinstimmung mit dem Feuerreglement und gab ihre Zustimmung am 26. März 1875. 1892 stellte die Käsereigesellschaft nach einem Kaminbrand ein Gesuch, den (offenen) hölzernen Feuerherd in einen Backsteinkamin umbauen zu dürfen.
Bis 1717 gehörte auch Coussiberlé zu Courlevon, danach bildete es eine eigene Gemeinde, war 1832 bis 1871 mit Courgevaux vereinigt und anschliessend wieder selbständig. Schon seit 1871 besassen Courlevon und Coussiberlé eine gemeinsame Verwaltung. Am 15. Februar 1974 wurde Coussiberlé schliesslich nach Courlevon eingemeindet. Courlevon hat einen eigenen Friedhof und ist Teil der Pfarrei Meyriez.